# Rosalyn Bryant
Rosalyn Bryant, född den 7 januari 1956 i Chicago, Illinois, är en amerikansk friidrottare inom kortdistanslöpning.
Han tog OS-silver på 4 x 400 meter vid friidrottstävlingarna 1976 i Montréal. 